# 愛德華·諾頓·勞侖次
愛德華·諾頓·羅倫茲（英語：Edward Norton Lorenz，1917年5月23日—2008年4月16日）是一名美國數學與氣象學家。

## 生平
勞侖次1917年出生於美國康乃迪克州西哈特福特，大學時期同時在達特茅斯學院與哈佛大學主修數學。二次大戰期間，勞侖次服務於美國陸軍航空軍當天氣預報員。後來在麻省理工學院取得兩個學位，並留在麻省理工學院當了多年的教授工作。

## 研究成就
1961年冬天，羅倫茲在使用電腦程式來計算他所設計來模擬大氣中空氣流動的數學模型，在進行第二次計算時，想要省事，直接從程式的中段開始執行，並輸入前一次模擬結果列印出來的數據，計算出來的結果卻與第一次完全不同。經檢查後發現原因是出在列印的數據是0.506，精準度只有小數後3位，但該數據正確的值為0.506127，到小數後6位。
這一次的經驗，羅倫茲發現到他的數學模型，對初期某一個變數的小小變異，會影響到最後的結果，並可能發生很大的差異。他所設計的數學模型，有12個變數，可以發展出非常多發散的氣候模型出來，讓他得到一個認知，就是天氣是不停變動的，根本無法被正確預測。
1963年，羅倫茲將他設計的數學模型，與研究發現寫成影響深遠的論文「決定性的非周期流」（Deterministic Nonperiodic Flow），該論文可求出無限解的數學模型，被稱為「洛倫茨吸引子」（Lorenz attractor）。
1972年12月29日，羅倫茲在美國科學促進會舉辦的第139屆年會上，發表題為「可預測性：一隻蝴蝶在巴西扇動翅膀會在德克薩斯引起龍捲風嗎？」的演講。
羅倫茲到70歲仍活躍於研究工作，更於1991年獲京都賞大地與地球領域的基礎科學獎（英語：basic sciences, in the field of earth and planetary sciences），以表揚他對科學的重大貢獻。
2008年4月16日，羅倫茲因癌症病逝於麻薩諸塞州劍橋的家中，享齡90歲。

## 得獎
- 1969年：卡尔-古斯塔夫·罗斯贝奖章
- 1973年： Symons Memorial Gold Medal, Royal Meteorological Society
- 1975年：美國國家科學院院士
- 1981年： Member, Norwegian Academy of Science and Letters
- 1983年：克拉福德獎
- 1984年：皇家氣象學會榮譽會員
- 1989年：艾略特·克雷松獎章
- 1991年：京都奖－‘… his boldest scientific achievement in discovering "deterministic chaos" .’
- 2004年：白貝羅獎章
- 2004年：罗蒙诺索夫金质奖章